# FK Izbor Brčko
Fudbalski klub Izbor (FK Izbor; NK Izbor; Izbor Brčko; Izbor) je nogometni klub iz Brčkog, Distrikt Brčko, Bosna i Hercegovina. 

## O klubu
FK "Izbor" je osnovan 1974. godine po istoimenoj tvornici obuće. Do 1992. godine se natjecao u ligama nogometnog saveza sa sjedištem u Brčkome, te ligama na području sjevernoistočne Bosne, kao "Regionalne lige BiH – Sjever". U sezoni 1988./89. klub je bio član "Republičke lige BiH – Sjever". 
 
1992. godine izbija rat u BiH, koji je intenzivan na području Brčkog i Bosanske Posavine, te sami grad ostaje pod srpskom kontrolom. Klub za trajanja ratnih sukoba ne djeluje. 
 
Nakon rata klub se obnavlja, te za njega većinom igraju Bošnjaci, te klub sudjeluje u ligama i natjecanjima organiziranim od strane nogometnog saveza Tuzlanske županije. 
 
Klub organizira i memorijalni turnir.

## Uspjesi
3. ŽNL Tuzlanske županije – Sjever
- prvak: 2017./18.

## Unutrašnje poveznice
- Brčko

## Vanjske poveznice
- FK Izbor Brčko, facebook stranica
- FK Izbor Brčko, twitter stranica
- sportdc.net, Izbor
- posavinasport.com, Izbor (Broduša-Brčko)  Arhivirana inačica izvorne stranice od 23. rujna 2019. (Wayback Machine)
- infobrcko.com, FK Izbor Brčko: Vidljiv napredak omladinskog pogona  Arhivirana inačica izvorne stranice od 23. rujna 2019. (Wayback Machine), objavljeno 21. lipnja 2016., pristupljeno 23. rujna 2019.
- nstk.info, ŽNS Tuzlanske županije, klubovi